# Callyspongia fistulosa
Callyspongia fistulosa är en svampdjursart som först beskrevs av Kirk 1911.  Callyspongia fistulosa ingår i släktet Callyspongia och familjen Callyspongiidae. Inga underarter finns listade i Catalogue of Life.